# Seuil (DJ)

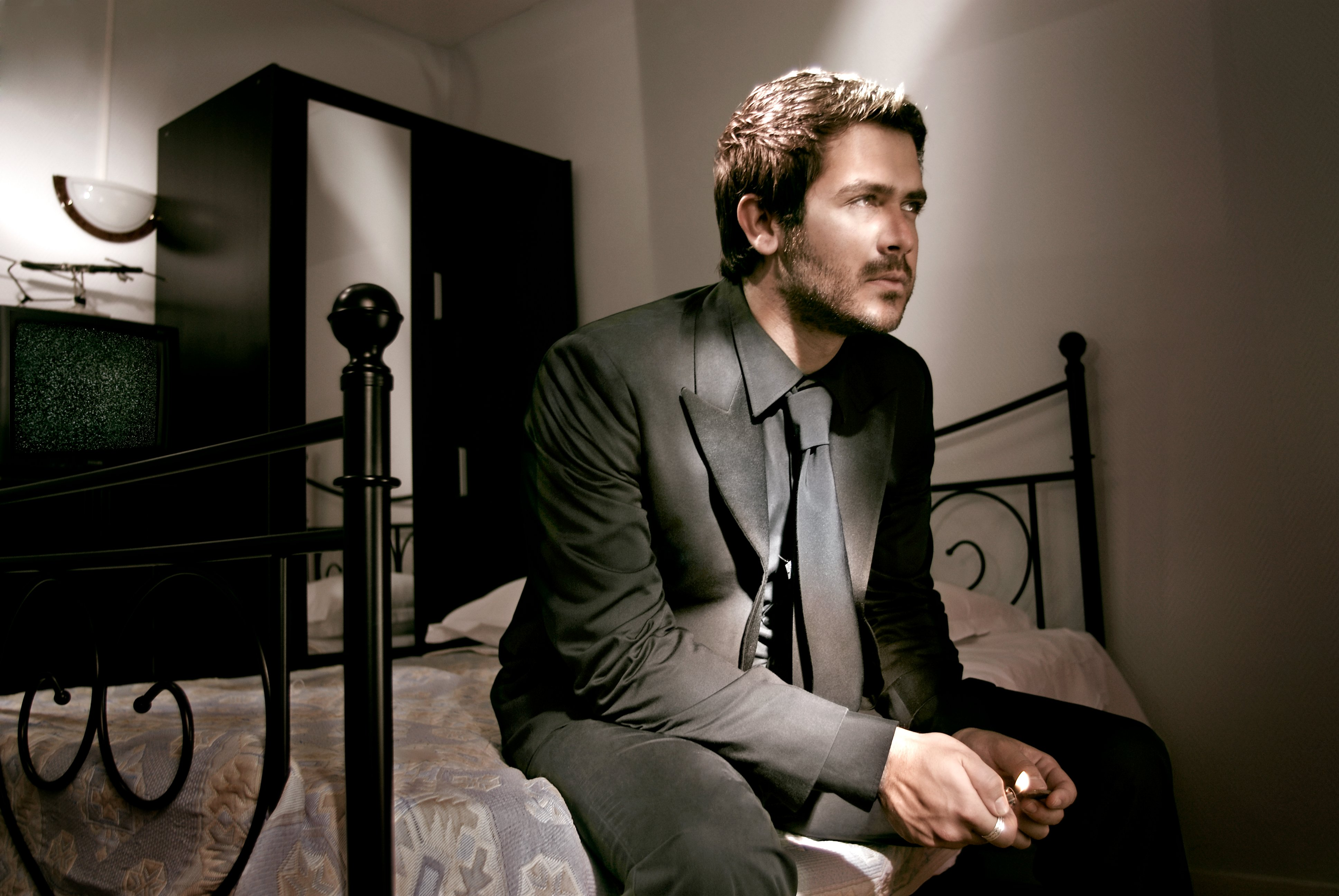
Seuil

Seuil (* 1981 auf Réunion; bürgerlich Alexis Bénard) ist ein französischer DJ und Produzent elektronischer Tanzmusik, im Speziellen, minimalistisch angelegter House-Musik. Weitere Synonyme Seuils sind ‚Lazar‘. Er ist Inhaber des Labels Eklo.

## Leben
Geboren wurde Seuil im Département Réunion, das neben der Insel Mayotte das letzte verbliebene Übersee-Département Frankreichs im Indischen Ozean ist.
Mit 18 Jahren zog er nach Paris, wo er bis heute lebt und produziert. 2007 gründete er das Label Eklo.
Neben seinem Engagement als Produzent spielt er Piano und Perkussion in unterschiedlichen Formationen.
Seit 2006 veröffentlichte Seuil auf verschiedenen Labels, wie Einmaleins Musik, Lomidhigh, Moon Harbour Recordings und Freak’n Chic. Darüber hinaus produzierte er viele Remixe für Musikerkollegen weltweit.
Das Wort Seuil stammt aus dem französischen und bedeutet übersetzt „Schwelle“. In der Audiotechnik kann es auch mit „Schwellenwert“ übersetzt werden, ein Begriff der die Veränderung der Reaktion eines Körpers auf z. B. Schallwellen ab einer gewissen Frequenz beschreibt.
Nach zahlreichen EPs veröffentlichte er im April 2010 sein erstes Album Chamaeleonidae, das im Vergleich zu seinen sonst eher minimalistischen Arrangements auch Gesangsparts, ein breiteres Spektrum eingesetzter Instrumente und insgesamt weniger Tempo aufweist. Produziert und gemischt wurde es vom französischen House-Duo Joan Costes und Adrien de Maublanc (auch bekannt als Masomenos). Im Juni soll dann eine weitere, anders abgemischte Variante des Albums erscheinen.

## Diskographie

### Alben
- 2006: Rencontre Le Sud (igloo-rec)
- 2010: Chamaeleonidae (Masomenos/edel music)

### Singles und EPs
- 2006: Elastic Breast EP (Einmaleins Musik)
- 2006: Rencontre Le Sud (igloo-rec)
- 2006: Split Faxin EP (60Sec)
- 2007: Blood On The Congas (Lomidhigh Lmtd.)
- 2007: Brune E.P. (Minibar)
- 2007: She's A Drummer EP (Einmaleins Musik)
- 2008: Deep Hooks EP (Lomidhigh Organic)
- 2008: Detroit Candies EP (Eklo)
- 2008: Double Jack Ice E.P. (Minibar)
- 2008: Dipsie (Minibar)
- 2008: Double Room EP (Moon Harbour Recordings)
- 2008: Still-nox Asleep EP (Freak n’ Chic)
- 2009: Freak & Violence EP (Freak n’ Chic)
- 2009: Moon Harbour Joints Vol. 1 (Moon Harbour Recordings)
- 2009: Musm (Moon Harbour Recordings)
- 2009: My House Your Motel EP (Raum...Musik)